# Ірландська республіканська армія (1919—1922)
Ірла́ндська Республіка́нська А́рмія, ІРА (ірл. Óglaigh na hÉireann) — військова революційна організація Ірландської республіки. Походить з Ірландського республіканського братства, заснованого 25 листопада 1913 року, яке підняло Великоднє Повстання. У 1919 році незалежність Ірландської Республіки, яка була проголошена під час Великоднього Повстання, була офіційно затверджена нижньою палатою парламенту Ірландії (Dáil Éireann), а Ірландські Добровольці були визнані легітимною армією. Після цього розпочалась Ірландська війна за незалежність, яка тривала до 1921 року.
Після підписання у 1921 році Англо-ірландського договору, який поклав край війні за незалежність, відбувся розкол в ІРА. Вояки, які підтримали договір, сформували Ірландську Національну Армію на чолі з лідером ІРА Майклом Коллінсом. Водночас, значна частина бійців ІРА були проти цього договору. Противники примирення з англійцями вели боротьбу зі своїми побратимами по зброї. Ця війна тривала протягом 1922—1923 рр. з метою утвердження незалежної Ірландії на всій її території.

## Передумови
Ірландський республіканізм має довгу історію, починаючи з «Товариства об'єднаних ірландців», влаштовує повстання у 1798 і 1803 роках, продовжуючи «Ірландським республіканським братством» (ІРБ) (англ), «Захисниками» (англ), «Ріббоністами», «Ірландською земельною лігою» та іншими таємними організаціями. Скорочення ІРА вперше застосувала американська організація «Феніанське братство», що влаштовувала набіги на Канаду.
До початку Першої світової війни боротьба між прихильниками гомруля та юніоністами досягла апогею, і британський парламент прийняв закон про автономію Ірландії, який повинен був вступити в силу після закінчення війни через побоювання про виникнення громадянської війни. «Ірландські добровольці» розкололися: велика частина на чолі з лідером «Ірландської парламентської партії» (ІПП) Джоном Редмондом була готова погодиться на самоврядування і відправити на фронт світової війни 20 000 своїх членів, але 12 000 людей, які залишили назву «Добровольці», разом з лідерами ІРБ були згодні лише на повну незалежність. Їх керівник, Ейн Макніл, оголосив про протиборство призову ірландців на фронт і допустимості збройного повстання заради незалежності. До «добровольців» долучилася невелика, але більш бойова «Ірландська цивільна армія», лідер якої, Джеймс Конноллі, увійшов до керівництва ІРБ.
Навесні 1916-го ІРБ готувало повстання в Дубліні, воно домовилося з німцями про постачання 20 000 рушниць та 10 кулеметів. Але за 3 дні до повстання, судно «Aud», що перевозило зброю, було виявлене британським флотом і затоплене екіпажем. Ейн Макніл дізнався про майбутнє повстання в останню хвилину і заборонив «добровольцям» брати участь в ньому, в результаті лише 2 з 12 тисяч бійців вийшли на вулиці. 24 квітня змовники зайняли центр Дубліна і тиждень протистояли британським військам, учасники почали називати себе Ірландською республіканською армією. У ході битви загинуло більше 500 мирних жителів. Повстанці вивісили свій прапор і оголосили про незалежність Ірландії. Однак, спочатку більшість ірландців вважало бунтівників зрадниками, дублінці кидали в колону полонених повстанців камені та горщики з випорожненнями.
Тим не менше, думка ірландського суспільства про повстанців різко змінилася протягом наступних двох років. Спочатку це було викликане обуренням з приводу страти 16 керівників, деяких з яких вважали лише співучасниками заколоту. У 1918-му британський парламент прийняв закон про військову повинність ірландців, що викликало обурення і нову кризу. Радикал Еймон де Валера проникнув в націоналістичну партію Шинн Фейн та став її лідером, вимоги партії змінилися з домініону до повного відділення та незалежності країни. Шинн Фейн боролася з ІПП на виборах до британського парламенту і здобула переконливу перемогу. Депутати вийшли з британського парламенту і створили національний ірландський парламент (Дойл Ерен), який оголосив про незалежність нової держави — Ірландської республіки. 100-тисячний контингент ірландських добровольців був реорганізований парламентом у національне військо, яке отримало назву «Ірландська республіканська армія».

## Парламент та ІРА
Перший крок в реорганізації був зроблений на з'їзді Ірландських добровольців 27 жовтня 1917-го, в якому взяли участь близько 250-ти членів (багато хто в цей час залишалися в таборах після Пасхального повстання). На з'їзді пройшли вибори нового керівництва, були обрані: Еймон де Валера (президент), Майкл Коллінз (начальник організації), Дармунд Лінч (начальник комунікацій), Майкл Стейнс (начальник постачання), Рорі О'Коннор (головний інженер), Шон МакГеррі (генеральний секретар), Кахал Бру (начальник штабу). Також було обрано начальників Добровольців по графствах та Дубліну. Багато хто з обраних входили до ірландського парламенту.
21 січня 1919 року в дублінській мерії відкрилося перше засідання ірландського парламенту (ірландською мовою), прем'єр-міністром було обрано Бру. ІРА була визнана національною армією, і повинна була підкорятися парламенту, але на практиці управління Добровольцями на місцях урядом було вельми проблематичним. Побоювання парламентарів підтвердилися, коли того ж дня в Південному Тіпперері з санкції Шона Трейсі і Дена Бріна були вбиті двоє констеблів Королівської Ірландської Поліції (КІП). Напади «летючих загонів» на поліцейські установи продовжувалися в різних графствах протягом усієї війни.
31 січня штаб ІРА (Бру і Річард Мулкахі) випустив список принципів в подальших відносинах Дойл Ерена та ІРА:
Уряд має ті ж права й авторитет, що й звичайний уряд; Уряд, а не члени ІРА, санкціонує кампанії ІРА;
Уряд оголошує про воєнний стан.
У рамках цієї стратегії примирення парламенту і ІРА, в серпні Бру запропонував внести закон про обов'язкову присягу Дойл Ерену, причому як усіма членами ІРА, так і самими депутатами. Коллінз заявив де Валера (новому прем'єр-міністру), що треба затвердити цей закон якомога швидше. Тим не менше, Добровольці лише в серпні 1920-го принесли присягу парламенту.
Розгорілася боротьба між Бру і Коллінзом. Бру, номінально, був міністром оборони, але Коллінз стояв вище на ієрархічній драбині ІРА. Бру і де Валера вимагали більшої військової активності ІРА, тому що вважали пропаганду недостатньо дієвою. Однак, Коллінзу та Мулкахі вдалося зосередити у своїх руках практично всю владу над ІРА. Лише деякі командири, такі як Том Баррі та Лаям Лінч у Корку і Шон МакЕйн у Лонґфорді, були практично неконтрольовані апаратом ІРА.

## Війна за незалежність
ІРА брала участь у війні проти британської армії з січня 1919-го по липень 1921 року, найінтенсивніші бої тривали з листопада 1920-го по липень 1921-го. Загалом, кампанії ІРА у війні можна розділити на три етапи.
Перший етап (1919 рік) пов'язаний з реорганізацією армії. Організатори, такі як Ерні О'Мейлі, були розіслані по всій країні для створення міцних партизанських підрозділів на місцях. На папері, в ІРА складалося 100,000 чоловік, однак лише близько 15,000 брало участь у партизанській війні. Коллінз, керівник розвідки, створив у Дубліні спеціальний нечисленний «Загін», який вбивав поліцейських-розвідників (одним із членів загону був батько письменника Брендана Біена, Стівен). Загін здійснював також рейди на казарми поліції, вбивши до кінця року чотирьох членів дублінської поліції та 11 КІП. У кінці 1919-го КІП була змушена евакуювати співробітників більшості своїх сільських казарм.
Другий етап (січень — липень 1920-го) характерний нападами ІРА на укріплені казарми КІП, розташовані в містах (16 з них були зруйновані і 29 сильно пошкоджені). У цей же час британські заходи привели до ескалації конфлікту. По-перше, Велика Британія оголосила воєнний стан в окремих частинах країни, що дозволило відправляти в табори і страчувати членів ІРА. По-друге, вона розгорнула в Ірландії додаткові сили поліції, «Чорних і засмаглих» (англ. Black and Tans) і Допоміжну дивізію (англ. Auxiliary Division), а також солдатів. Таким чином, третій етап (серпень 1920-го — липень 1921-го) характерний збільшенням британського контингенту, що призвело до зміни тактики партизанів. Тепер вони нападали не на казарми, а на колони британців, відходячи після цього в гори.
Хоча війна зачепила всі ірландські провінції, основний тягар ліг на Дублін та південно-західну провінцію Манстер. У Дубліні атакували патрулі, а в Манстері влаштовували засідки на дорогах. У Белфасті особливістю була велика кількість протестантів та юніоністів серед жителів, ІРА та юніоністи вбивали представників протилежної релігії. Тут війна тривала і після підписання мирного договору, загинуло близько 500 чоловік.
ІРА була знову реформовано у квітні 1921-го: дивізії створювалися за територіальною ознакою, підрозділи були збільшені. Але це не допомогло подужати самоуправство командирів дрібних загонів. У травні ІРА невдало напала на дублінську митницю — 5 бійців загинуло, 80 потрапили в полон. До липня Коллінз зрозумів, що ІРА знаходиться за крок від загибелі: у армії було всього 3000 сучасних гвинтівок і практично закінчилися боєприпаси, 5,000 тисяч партизанів сиділи в катівнях. Несподіване припинення війни врятувало ситуацію.

## Мирний договір і розкол
Прем'єр-міністр Великої Британії Девід Ллойд Джордж завжди називав ІРА «бандою вбивць», однак великі фінансові витрати на війну і міжнародна реакція зробили його позицію поступливішою. До того ж король Георг V в Белфасті несподівано закликав сторони до примирення. 11 липня де Валера зустрівся з генералом Макріді для переговорів. У результаті ІРА отримала право зберегти зброю, на час перемир'я сторони повинні були «залишатися в казармах». Офіцери ІРА вважали перемир'я тимчасовим і стали вербувати і готувати нових членів.
У грудні 1921-го ірландська делегація на чолі з Коллінзом та міністром закордонних справ Артуром Ґриффітом прибула до Лондона для нових переговорів. Спірними моментами були статус ірландської держави (Ірландія стала домініоном) і використання британцями портів у південній Ірландії. Ці питання згодом призвели до розколу ІРА. Ірландських лідерів цікавило питання Північної Ірландії, сторони домовилися визначити її межі пізніше за підсумками роботи спеціальної комісії.
У самій ІРА підсумки мирної конференції сприйняли неоднозначно. У Генеральному штабі 4 з 13 членів були проти договору, серед рядових членів розрив у чисельність сторін був ще менше. Багато членів ІРА не збиралися присягати на вірність новому ірландському парламенту. 16 січня 1922-го О'Мейлі вийшов зі складу Штабу і взяв собі в підпорядкування 2-гу Південну дивізію. Через місяць начальник Центрально-Лімерікської бригади, Лаям Форд оголосив про вихід з покори Головнокомандуванню армії й невизнання нової ірландської держави, його бригада оголосила про свою приналежність до Ірландської республіки. 22 березня Рорі О'Коннор оголосив, що ІРА більше не підкоряється Ірландському урядові і боротиметься з ним задля відновлення республіки. 28 березня нове керівництво про-республіканської ІРА наказало своїм членам відмовитися від постів в поліції та армії домініону і підтвердити присягу республіці.
Члени ІРА, які погодилися з договором, вийшли з її складу і стали ядром Ірландської армії (7000—8000 осіб). Вони вступили у війну з ІРА. 24 травня 1923-го начальник штабу ІРА Френк Айкен оголосив про припинення вогню, проте багато бойовиків із цим не погодилися і продовжили боротьбу у складі іншої організації, яка назвала себе ІРА.